# تيركوي
بلدية تيركوي (بالإسبانية: Terque)‏, وهي مَرْشَانَة التي ذكرها محمد بن عبد المنعم الحميري من حصون المرية. هي بلدية تقع في مقاطعة المرية. جنوب شرق إسبانيا. يبلغ عدد سكانها 464 نسمة.

## وصلات خارجية
- (بالإسبانية)